# Paul-Marie Gondjout
Paul-Marie Gondjout est un homme politique gabonais, ministre de la Communication et des Médias depuis mai 2025. Il fut également ministre de la Justice de 2023 à 2025 dans le gouvernement de transition instauré par le putschiste Brice Oligui Nguema.
Après avoir fait carrière dans le domaine pétrolier, Paul-Marie Gondjout devient vice-président de la Commission électorale nationale autonome et permanente (Cénap) pendant l'élection présidentielle de 2016. S'opposant à la réélection d'Ali Bongo au cours de ce scrutin, qu'il accuse d'avoir fraudé, il fait alors partie des 26 personnalités incarcérées illégalement par le régime après l'assaut du QG de l'opposant Jean Ping par la Garde républicaine.
Par la suite membre de l'opposition modérée, il participe début 2023 à la concertation nationale organisée par le pouvoir. Après la chute d'Ali Bongo, il fait partie des premiers à soutenir publiquement le coup d'État d'août 2023.
Ancien membre du PDG, de l'UGDD et de l'Union nationale, il crée son propre parti en 2022, l'Union nationale initiale (UNI), qui est absorbé en 2025 par l'Union démocratique des bâtisseurs, parti au pouvoir.

## Biographie

### Familles et études
Paul-Marie Gondjout est le fils de Paul Gondjout, figure de la lutte pour l'indépendance du Gabon aux côtés de Léon Mba. Il a pour sœur et frère aînés la femme politique Laure Olga Gondjout et l'homme politique Vincent de Paul Gondjout (en).
Il fait des études de marketing dans une université du Texas (États-Unis), puis part en France étudier l'économie à l'Institut français du pétrole.
Paul-Marie Gondjout fait ensuite sa carrière dans le domaine pétrolier et gazier, travaillant notamment au Ministère gabonais du Pétrole.

### Carrière politique

#### Débuts
Paul-Marie Gondjout commence sa carrière politique en adhérant au Parti démocratique gabonais (PDG), parti au pouvoir. En 2005, il le quitte pour rejoindre l'Union gabonaise pour la démocratie et le développement (UGDD), parti fondé par son beau-père Zacharie Myboto, avant de suivre ce dernier au sein de l'Union nationale en 2010. Il en deviendra le secrétaire exécutif adjoint.

#### Violences post-électorales de 2016
Pendant l'élection présidentielle de 2016, Paul-Marie Gondjout devient le vice-président de la Commission électorale nationale autonome et permanente (Cénap). Il quitte cependant cette commission peu avant l'annonce des résultats, dénonçant une fraude massive de la part du président sortant, Ali Bongo. Dans la nuit du 31 août au 1er septembre, alors que le pays est en proie à des émeutes post-électorales après la réélection du président, le QG du candidat de l'opposition Jean Ping, où se trouve alors Paul-Marie Gondjout, subit un assaut violent de la part de la Garde républicaine,. Paul-Marie Gondjout est alors détenu illégalement avec 25 autres personnalités pendant plus de 36 h par le régime, dans des conditions qu'il qualifiera de précaires et humiliantes auprès du journal français Le Monde.

#### Opposition modérée (2016-2023)
Briguant la présidence de l'Union nationale après le départ à la retraite de son beau-père Zacharie Myboto, il est battu par l'ancienne ministre Paulette Missambo en novembre 2021. Le 23 juillet 2022, il annonce la création de son propre parti politique : l'Union nationale initiale (UNI). Cette initiative lui vaut d'être radié de l'Union nationale le 1er août.
En février 2023, Paul-Marie Gondjout participe à la concertation nationale organisée par le pouvoir, malgré le boycott de l'évènement par une grande partie de l'opposition. Peu après, le 1er mai, il est reçu personnellement par le président Ali Bongo au palais du Bord de mer. Cette visite donne lieu à une séance photo le mettant en scène aux côtés du Président et de l'opposant Louis-Gaston Mayila. L'initiative de Paul-Marie Gondjout est alors critiquée, certains observateurs spéculant sur son possible ralliement au camp présidentiel,.
Fin juillet 2023, il annonce que son parti ne participera pas à l'élection présidentielle de 2023. Il critique à cette occasion Ali Bongo, qu'il accuse d'être dans une « course effrénée à la conservation du pouvoir », mais également la coalition de l'opposition Alternance 2023, qu'il ne considère pas comme une alternative viable. Il annonce proposer une autre solution : la proclamation d'une IIIe République, qui unirait majorité et opposition. Il crée à cette occasion l'Alliance politique pour le Gabon (APG),.

#### Ministre de la Justice
Après le coup d'État du 30 août 2023 ayant mené à la chute du régime d'Ali Bongo, Paul-Marie Gondjout s'exprime moins de 24 h après les faits, faisant partie des premiers à soutenir publiquement les putschistes. Il les encourage alors à réaliser une transition « ni trop courte, ni trop longue » et annonce être disponible pour collaborer avec le CTRI,.
Quelques jours plus tard, le 9 septembre 2023, il est nommé Ministre de la Justice, Garde des Sceaux au sein du gouvernement de transition, premier de la présidence du militaire Brice Oligui Nguema. Succédant à Erlyne Antonella Ndembet Damas, il a alors pour mission de réformer le système judiciaire gabonais et de préparer une concertation nationale prévue pour le printemps 2024.
Il est également nommé porte-parole du gouvernement, mais cède sa place dès le lendemain de sa nomination à Laurence Ndong, qui rejoint in extremis le gouvernement.

#### Ministre de la Communication
Après l'élection de Brice Oligui Nguema à la présidence en avril 2025, Paul-Marie Gondjout est nommé ministre de la Communication et des Médias dans le gouvernement Oligui Nguema nouvellement formé.
En 2025, il acte l'absorption de son parti, l'Union nationale initiale (UNI), au sein de l'Union démocratique des bâtisseurs, parti au pouvoir.

## Vie personnelle
Paul-Marie Gondjout est l'époux de Chantal Myboto et le gendre de Zacharie Myboto.